# JR東日本E501系電力動車組
E501系電力動車組，是JR東日本的交直流兩用通勤型電力動車組。
1995年12月1日在常磐線上野站-土浦站間開始營運。以209系作藍本，是第一款常磐線交流區間的4門通勤型電車。

## 投入過程
常磐線取手站以北的乘客人數不斷上升，但是受石岡市的氣象廳地磁觀測所影響，在取手以北的線段只可以交流電作供電。乘客在當時必須在取手轉車才能繼續行程，但是在交流區間使用的415系1500番台並不是通勤電車，而減低了常磐線的運輸能力。
土浦市及牛久市的商工會議所選出由國會議員為中心的「縣南常磐線輸送力増強期成同盟會」希望能促請當時的運輸省（現為國土交通省）作出改善。
1995年以10輛作一編組（連5輛附屬編組）的E501系投入服務。在1997年再由川崎重工、東急車輛製造增造三組，並分派到勝田車輛中心，同時淘汰部分415系列車，而餘下的403、415系在2005年至2007年被E531系所取代，至於E501系就會在土浦以北作普通電車用。

## 車輛設計

### 車體
E501系在設計上與209系相近，但是為了配合同時在交流及直流電區域使用，車內的電力裝置有所改動。相對於209系，車身外板厚度從209系的1.2mm增厚至1.5mm。此外，為了讓車底有足夠的空間放置交流及直流機器，轉向架之間的距離從209系的13,300mm增加至13,800mm，以確保有足夠的空間裝設各種機器。
此外，先頭車後方的連結器亦使用了E217系所使用的衝擊力吸收設計。
車內亦與209系使用相同的車窗，初期除了車卡兩端均是固定式車窗，其後全部均改為可開關的車窗。
車門配置為每邊4對，全部列車均設有每邊只開一對車門的設計（3/4閉），以在冬天確保車內溫度。

### 電力裝置
E501系使用了特製的ATS-P地上裝置，使列車在在直流和交流區域間的中性區自動進行交流/直流切換（同時亦可手動切換）。
E501系在出廠當時裝用德國西門子的GTO半導體VVVF牽引逆變器，在開車的行走音就好像彈出Do-Re-Me-Fa-So-La-Si-Do（它還要是逐一順音階而上），是JR鐵路公司中唯一一款採德國進口的牽引系統，其他例如京急2100型、京急新1000型也有相同的使用案例。

為了提升可靠性，JR東日本在2007年開始對本型車的附屬編成進行更新，更新後所採用的是東芝製的IGBT元件牽引系統;接著在2012年也著手更新基本編成，更新工程實施後馬達加減速已不再發出獨特音階的聲音。
最高速度由209系的110km/h提升到120km/h。同時為確保在受增加了交流電機器後仍可以保持120km/h的極速後，電動機的電力輸出由209系的95kW增加至120kW。齒輪比和E217系一樣都是6.06。

### 其他
- 為令車內燈光在列車行駛至交直流間的中性區時不會熄滅，所以車上安裝了專用的蓄電池。（但是空調及LED顯示版會停止）
- 設置了洗手間
- 各車廂4對車門中，有3對是設有半自動開關鈕，以在冬季時保持車內暖房（這是1997年設置的新增設備，在1995年投入服務的編組也比照設置）

## 運用方面
- 主要作普通列車用（但是在取手-上野路段會作快速電車用途），在上下班繁忙時間會行走特別快速的班次（2006年3月17日後，方向幕改為顯示通勤快速）。
- 在E501系進行檢查時，會由415系／E531系代為行駛。
- 2007年3月18日時刻表改正後，來往上野站統一使用E531系，E501系全部轉到常磐線土浦站-草野站及水戶線（小山站-友部站）營運。
- 為因應2017年10月14日起東北本線黑磯-新白河路段改由勝田車両中心所屬的E531系電車行駛（運用形態變更），加上2018年8月間本型車在水戶線時常發生故障的因素，於2019年3月16日時刻改正後正式退出水戶線運用。
- 現在2020年，E501系運用以常磐線水戶-磐城(いわき）為主，部分班次往返水戶和高萩，最南則行駛至土浦。

## 關連項目
- 常磐線
- JR東日本E531系电力动车组